# Jeg hedder stadig Nobody
Jeg hedder stadig Nobody (italiensk: Un genio, due compari, un pollo), også kendt som Nobody's the Greatest og A Genius, Two Partners and a Dupe er en italienske Spaghettiwestern komedie film fra 1975. Filmen blev instrueret af Damiano Damiani og Sergio Leone.

## Medvirkende
- Terence Hill som Joe Thanks / Nobody
- Miou-Miou som Lucy
- Robert Charlebois som Lokomotiv-Bill
- Patrick McGoohan som Major Cabot
- Klaus Kinski som Doc Foster
- Raimund Harmstorf som Sergent Milton
- Piero Vida som Jacky Roll
- Rik Battaglia som Kaptajn
- Mario Valgoi som Thomas Trader
- Mario Brega som Diligencekusk
- Friedrich von Ledebur som Don Felipe